# 杜特尔特拳头

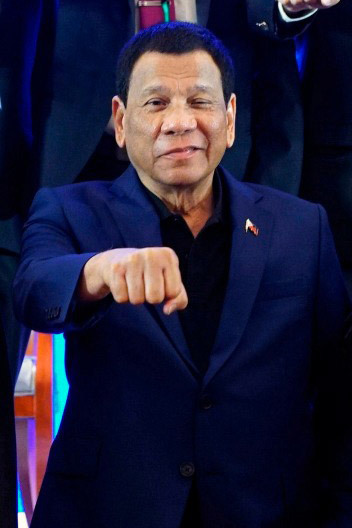
杜特尔特拳头

杜特尔特拳头（英語：Duterte fist）是一种手势，通过将紧握的拳头举到胸前或眼睛水平的位置来完成。这一手势是菲律宾总统罗德里戈·杜特尔特及其政府、盟友和支持者的标志性政治象征。

## 用法

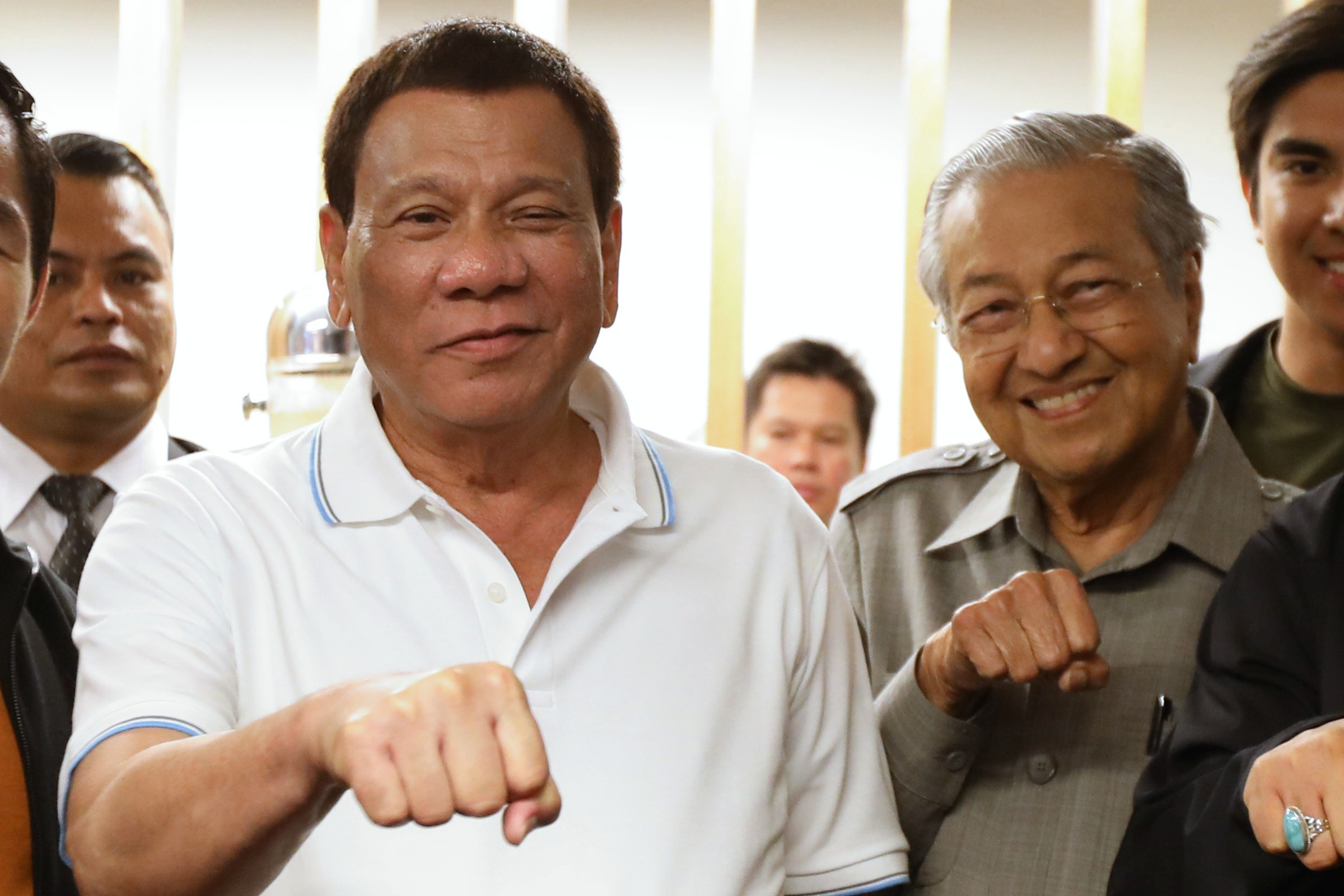
2018年，杜特尔特与马来西亚首相马哈迪·莫哈末一起做出这一手势

在与杜特尔特会面时，一些访客和名人经常会与杜特尔特合影，并做出标志性的握拳姿势；其中包括香港演员成龙、中国企业家马云、好莱坞演员史蒂芬·席格、日本首相安倍晋三和马来西亚首相马哈迪·莫哈末。
一些批评杜特尔特的人认为，握拳的姿势代表着杜特尔特的禁毒战争。2017年访问菲律宾期间，澳大利亚秘密情报局局长尼克·沃纳（Nick Warner）因在与杜特尔特合影时做出握拳的姿势而受到批评；美国总统唐纳德·特朗普也在当年晚些时候访问菲律宾期间受到警告不能做出这一姿势。2019年，菲律宾最高法院副法官罗迪尔·萨拉梅达（Rodil Zalameda）也因被杜特尔特任命后不久做出这一手势而受到批评，原因是这一行为引发了关于司法独立性是否受到行政部门影响的担忧。